# 伊利亞·梅契尼可夫
伊里亚·伊里奇·梅契尼可夫（羅馬化：Illia Illich Mechnykov；1845年5月16日—1916年7月16日），出生於烏克蘭，俄罗斯帝国微生物學家與免疫學家，免疫系統研究的先驅者之一。曾在1908年，因為吞噬作用（一種由白血球執行的免疫方式）的研究，而得到諾貝爾生理學或醫學獎。也因為發現乳酸菌對人體的益處，使人們稱之為「乳酸菌之父」。

## 生平與研究
梅契尼可夫出生在哈爾科夫附近的一個村莊伊萬尼夫卡，位於當時俄羅斯帝國統治下的烏克蘭境內。他的父親是俄羅斯帝國衛隊的官員，也是烏克蘭草原上的一名地主。他的母親涅瓦科維奇（Nevakhowitch），則是一名信仰猶太教的猶太人，這使得他在猶太信仰的薰陶下長大。
此外，從孩提時代開始，當他正在哈爾科夫的一所學校就讀時，梅契尼可夫就已經對博物學有著濃厚的興趣。在查爾斯·達爾文的著作《物種起源》出版之後，他更熱切的相信達爾文關於演化的理論。而且他也喜歡植物學與地質學。
後來他前往哈爾科夫大學學習博物學，並且在兩年之內，就完成了原本應該要花費四年的學業。大學畢業之後，他又到德國研究北海黑爾戈蘭島的海洋動物群。然後又先後進入吉森大學、哥廷根大學與慕尼黑學院深造。1867年，他回到俄羅斯帝國，擔任敖德萨大学的講師。不久之後，在聖彼得堡大學得到一個教職。到了1870年，梅契尼可夫重回敖德萨大学，並成為一位動物學與比較解剖學的榮譽教授。 
梅契尼可夫的第一任妻子柳德米拉·费奥多罗维奇（Ludmilla Feodorovitch），因為感染肺結核而在1873年過世。失去妻子，加上其他的一些問題，使梅契尼可夫企圖吞食大量鴉片以求自殺，但是最後並未成功。1875年，他再度結婚，而第二任妻子奥尔加（Olga），在1885年得到傷寒，使梅契尼可夫又再度自殺，這次他利用注射的方式，使自己感染回歸熱，雖然並未死亡，但卻非常痛苦。

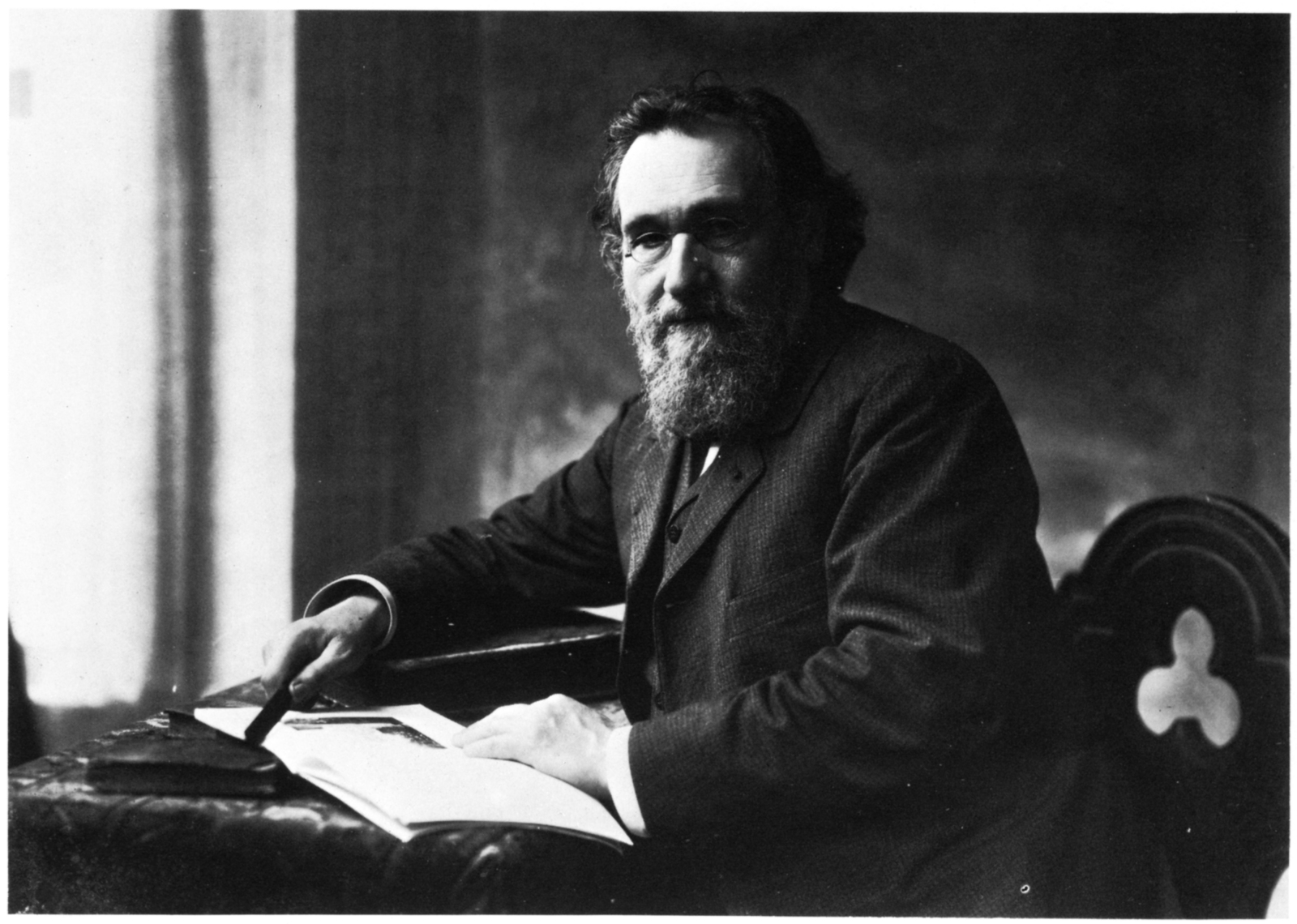
法國攝影家那達為梅契尼可夫拍攝的照片。

從此以後，他開始對於微生物研究，尤其是關於免疫系統的部分感到興趣。在1882年，他辭去敖德萨大学的職位，並且在義大利墨西拿建立了一所私人研究室，專門研究比較胚胎學。在研究海星幼體的發育時，發現了吞噬作用的存在。他提出了一個在當時相當激進的理論，認為白血球能夠吞沒並摧毀有害的生物體，例如細菌。而西歐的科學家如巴斯德與貝林，則對此表示輕視。
梅契尼可夫之後回敖德萨擔任一家研究院的主管，目標是生產巴斯德發明的狂犬病疫苗。不過由於生產上遭遇到一些問題，使梅契尼可夫前往巴黎尋求巴斯德的指導。巴斯德則給了他一個在巴斯德研究院裡的職位，他擔任這個職位直到離開人世為止。 
後來胞噬作用證明存在，而梅契尼可夫也於1908年，因為對胞噬作用的研究，獲得了諾貝爾生理學或醫學獎。他與埃米尔·鲁一起工作，他們研究一種能夠防止人們感染梅毒的藥劑。 
在巴斯德研究院工作的期間，梅契尼可夫曾經到保加利亞旅行，他發現當地有很多百歲人瑞。之後他調查當地居民的飲食習慣，發現他們經常飲用發酵乳。因此梅契尼可夫提出了一種理論，認為乳酸對人體健康有益，可以延長人類壽命。並且為了證明此理論，他每天都喝酸奶。在晚年他編寫了三本書，分別是《傳染性疾病免疫力》（Immunity in Infectious Diseases）、《人類自然》（The Nature of Man）以及《壽命延長：樂觀的研究》（The Prolongation of Life: Optimistic Studies）。梅契尼可夫在1916年逝世，享年71歲，超越當時的平均壽命。

## 影響
除了胞噬作用的發現同時開啟了微生物學與免疫學的新研究對象之外，由於梅契尼可夫闡述了乳酸菌對人體的潛在益處，以及延長壽命的可能性，啟發一名日本科學家代田稔。代田稔相信並開始研究細菌與良好腸道健康之間的關係。之後代田稔決定在實驗室裡，將人類腸道中能夠平衡菌叢（gut flora）的菌株分離出來。
1930年，代田稔將Lactobacillus casei成功且有效地分離出來，並經過數個世代的培養，在1935年生產出特殊菌種。這種新的乳酸菌菌株取名為代田菌（L. casei Shirota），能夠對抗胃中的胃液所造成的酸性環境，直接進入腸道中。他将该菌种用于制作乳酸饮料养乐多，这种饮料至今配方基本不变且风靡全球。